# NGC 6315
NGC 6315 (również PGC 59843) – galaktyka spiralna z poprzeczką (SBc), znajdująca się w gwiazdozbiorze Herkulesa. Odkrył ją Albert Marth 6 czerwca 1863 roku.